# Улица Молостовых
У́лица Мо́лостовых — улица на востоке Москвы в районе Ивановское Восточного административного округа, проходящая между Саянской улицей и Зелёным проспектом.Около пересечения с Напольным проездом, находится исток Чёрного ручья.

## Происхождение названия
Название «улица Молостовых» в 1969 году было дано новой улице, возникшей в ходе массовой застройки восточных окраин Москвы (ранее, с 1963 года, улица с этим названием существовала в Перово, располагаясь возле железнодорожной станции «Перово» — между улицами Плеханова и Плющева, но в 1968 году была упразднена). В названии увековечена память о рабочих Перовских вагоноремонтных мастерских братьях Василии и Кузьме Молостовых, которые участвовали в рабочем движении и в Декабрьском вооружённом восстании 1905 года в Москве; после того, как на Московско-Казанской железной дороге стала действовать карательная экспедиция присланного в Москву Семёновского лейб-гвардии полка, братьев, вышедших из дома на прогулку, каратели закололи штыками.

## История
До 1968 года на месте улицы был лес, окружавший село Ивановское. Строилась улица вместе с Прокатной, Саянской и улицей Сталеваров. На здании МФЦ Ивановское «Мои документы» находится мемориальная доска в память о братьях Молостовых.

## Здания и организации
По нечётной стороне:
№ 1г — МФЦ Ивановское («Мои документы»)
№ 3, корп. 2 — Специальная (коррекционная) общеобразовательная школа № 418
№ 7 — Детская городская поликлиника № 120 Филиал № 1 (ДП 95)
№ 7а — Городская поликлиника № 175 филиал № 3 (ГП 130)
По чётной стороне:
№ 6а — Средняя общеобразовательная школа № 922 (ГБОУ СОШ № 922)
№ 8а — ОМВД России по району Ивановское г. Москвы
№ 10а — Лицей № 1502
№ 10в — Средняя общеобразовательная школа № 922 здание № 2 (ГОУ СОШ № 408)

## Общественный транспорт
- Станция метро «Новогиреево» — в 830 метрах от конца улицы.
- Железнодорожная платформа «Новогиреево» — в 1150 метрах от конца улицы.
- По разным частям улицы проходят автобусы т77, 133, 237, 247, 620, 659, 776.